# Daniel Sundbeck
Daniel Sundbeck, född omkring 1770, död troligen 1825 i Uppsala, var en svensk yrkesmålare, porträtt- och landskapsmålare. 
Det finns få uppgifter om Sundbeck härkomst, han var troligen son till trädgårdsmästaren Olof Sundbeck och Anna Berg och var gift med Magdalena Wibling. Sundbeck började först utbilda sig till repslagare innan han ändrade inriktning och blev lärling till hovmålaren Carl Fredric Torrselius 1796. Sundbeck utförde flera målningsuppdrag i olika uppländska kyrkor och har blivit känd för sina barnporträtt av Gustaf Fredrik Mauritz Wester och brukspatronen Olof Wilhelm August Wester som han målade 1804.  